# サッカーサンマリノ代表
サッカーサンマリノ代表（サッカーサンマリノだいひょう、イタリア語:Nazionale di calcio di San Marino）は、サンマリノサッカー連盟(FSGC)によって編成されるサンマリノのサッカーのナショナルチーム。
2025年7月10日時点のFIFAランキングで最下位の210位。2025年6月10日時点の通算成績は215試合3勝10分202敗、得点数39、失点数846、得失点差−807、勝率は約1.4%である。

## 歴史
1990年に行われたUEFA EURO '92予選のスイス戦(0-4)がサンマリノ代表にとって初の公式戦となった。UEFA欧州選手権には1992年大会の予選から、FIFAワールドカップには1994年大会の予選から全ての大会に出場している。

### 代表の組織化と連盟加盟
サンマリノサッカー連盟は1931年に創設されたが、サンマリノ代表は1986年まで組織されなかった。1986年、サンマリノ代表はU-23カナダ代表と初試合（非公式試合）を行い、0-1で敗れた。1988年、国際サッカー連盟(FIFA)と欧州サッカー連盟(UEFA)に加盟した。加盟以前は、国際サッカー界においてサンマリノ人選手はイタリア人選手とみなされていた。

### 1990年代
UEFA EURO '92
サンマリノ代表が出場した初の国際大会となったUEFA EURO '92予選ではスコットランド、スイス、ルーマニア、ブルガリアと同組となった。1990年11月14日に行われた初戦のスイス戦(0-4)がFIFAに認可された初の公式戦となった。特にアウェー戦では苦しみ、全試合で少なくとも4失点を喫して敗れた。予選中にサンマリノ代表が挙げた得点はルーマニア戦(1-3)の1点だけであり、この得点もPKによって得たものであった。8戦全敗（1得点33失点）で予選を終えた。
1994 FIFAワールドカップ
1994 FIFAワールドカップ・ヨーロッパ予選ではイングランド、オランダ、ノルウェー、ポーランド、トルコと同組となった。予選の初戦はアウェーでのノルウェー戦であり、0-10で大敗を喫した。しかし、ホームでのノルウェー戦は一方的な試合にはならず、0-2の敗北に抑えた。トルコには1-4で敗れたが、FIFAワールドカップ予選での初得点を記録した。また、1993年3月10日に行われたトルコ戦には0-0で引き分け、公式大会において初の勝ち点を獲得した。予選最終戦はイングランド戦であったが、試合開始8.3秒でダヴィデ・グアルティエーリが得点し、UEFA欧州選手権予選での最速得点記録を更新した。その後7失点し、1-7で敗れて予選を終えた。10試合で1分9敗（46失点）であった。
UEFA EURO '96
UEFA EURO '96予選ではロシア、スコットランド、ギリシャ、フィンランド、フェロー諸島と同組となった。アウェーで行われたフィンランド戦には1-4で敗れたが、UEFA欧州選手権予選において初めてアウェーで得点した。ホームでのフェロー諸島戦(1-3)でも得点したが、アウェーでのフェロー諸島戦には0-3で敗れた。トフティルで行われたこの試合で、フェロー諸島は公式戦初勝利を挙げた。サンマリノ代表は10戦全敗（2得点36失点）で予選を終えた。
1998 FIFAワールドカップ
普段から好結果が期待されない（サンマリネーゼ・スタンダード）サンマリノにおいても、1998 FIFAワールドカップ・ヨーロッパ予選は期待外れの予選となった。オランダ、ベルギー、トルコ、ウェールズと同組となったが、全ての試合で3点差以上の敗北を喫し、1得点も挙げられなかった。8戦全敗（無得点42失点）で予選を終えた。
UEFA EURO 2000
UEFA EURO 2000予選ではスペイン、イスラエル、オーストリア、キプロスと同組となった。1998年11月18日に行われたキプロス戦は0-1で接戦となったが、8戦全敗（1得点44失点）に終わった。

### 2000年代
2002 FIFAワールドカップ
2002 FIFAワールドカップ・ヨーロッパ予選ではクロアチア、ベルギー、スコットランド、ラトビアと同組となった。アウェーでのベルギー戦には1-10で敗れたが、2001年4月25日にリガで行われたラトビア戦には1-1で引き分け、アウェーにおいて初の勝ち点を獲得した。国際大会の予選において過去最高の計3得点を挙げ、8戦で1分7敗（3得点30失点）で予選を終えた。
UEFA EURO 2004
UEFA EURO 2004予選ではスウェーデン、ラトビア、ポーランド、ハンガリーと同組となった。ホームでのラトビア戦は90分を終えて0-0と健闘したが、ロスタイムに失点して0-1で敗れた。8戦全敗（無得点30失点）で予選を終えた。2004年4月28日、65回目の公式戦にして初の勝利を挙げた。リヒテンシュタインとの親善試合では5分にアンディ・セルヴァが決勝点を挙げ、その後も点を許さずに完封。リヒテンシュタインのMartin Andermatt監督はこの試合が指揮官としてのデビュー戦であった。
2006 FIFAワールドカップ
2006 FIFAワールドカップ・ヨーロッパ予選ではセルビア・モンテネグロ、スペイン、ボスニア・ヘルツェゴビナ、ベルギー、リトアニアと同組となった。UEFA EURO 2004予選同様に、ワンサイドゲームで敗れることが多かったが、ホームでのリトアニア戦とベルギー戦では失点を1点に抑えた。10戦全敗（2得点40失点）で予選を終えた。
UEFA EURO 2008
UEFA EURO 2008予選ではチェコ、ドイツ、アイルランド共和国、スロバキア、ウェールズ、キプロスと同組となった。2006年9月6日にホームで行われたドイツ戦には0-13で敗れ、最大得点差敗北記録を更新した。ホームでのアイルランド共和国戦、ウェールズ戦ではそれぞれ1点しか許さなかったが、12戦全敗（2得点57失点）で予選を終えた。
2010 FIFAワールドカップ
2010 FIFAワールドカップ・ヨーロッパ予選ではスロバキア、スロベニア、チェコ、北アイルランド、ポーランドと同組となった。ポーランド戦には0-10で敗れ、この試合でポーランドは最大得点差勝利記録を更新した。スロバキア戦(1-3)では同予選唯一の得点を挙げた。10戦全敗（1得点47失点）で予選を終えた。

### 2010年代
UEFA EURO 2012
UEFA EURO 2012予選ではオランダ、スウェーデン、ハンガリー、フィンランド、モルドバと同組となった。ホームでのフィンランド戦は0-1と健闘したが、オランダ戦は0-11で大敗となった。この試合でサンマリノはホームでの最大得点差敗北記録を更新し、オランダ代表は最大得点差勝利記録を更新した。10戦全敗（0得点53失点）で予選を終えた。
2014 FIFAワールドカップ
2014 FIFAワールドカップ・ヨーロッパ予選ではイングランド、ウクライナ、モンテネグロ、ポーランド、モルドバと同組となったが、10戦全敗で勝ち点0、1得点54失点に終わった。ホームでのポーランド戦(1-5)ではキャプテンのアレッサンドロ・デッラ・ヴァッレが代表初得点を挙げたが、デッラ・ヴァッレはポーランド戦の半年前のイングランド戦でオウンゴールを記録している。アウェーでのウクライナ戦には0-9で大敗し、ホームでのイングランド戦とウクライナ戦にも0-8の大差で敗れた。この予選での最低観客数は736人（モルドバ戦）、最高観客数は4,980人（イングランド戦）であり、ホームゲーム5試合で平均2,554人を集めた。
UEFA EURO 2016
UEFA EURO 2016予選ではイングランド、スイス、スロベニア、エストニア、リトアニアと同組となった。10戦1分け9敗、勝ち点1、1得点36失点に終わった。唯一の勝ち点は2014年11月15日、ホームでのエストニア戦での0-0の引き分けによるものだった。唯一の得点は2015年9月8日、アウェーでのリトアニア戦でM.ヴィタリオーリが記録した。
2018 FIFAワールドカップ
2018 FIFAワールドカップ・ヨーロッパ予選ではドイツ、北アイルランド、チェコ、ノルウェー、アゼルバイジャンと同組となったが、10戦全敗で勝ち点0、2得点51失点に終わった。
UEFA EURO 2020
UEFA EURO 2020予選ではベルギー、ロシア、スコットランド、キプロス、カザフスタンと同組となった。10戦全敗（1得点51失点）で最下位となり予選敗退した。

### 2020年代
2022 FIFAワールドカップ
2022 FIFAワールドカップ・ヨーロッパ予選ではイングランド、ポーランド、アルバニア、ハンガリー、アンドラと同組となった。ホームでのイングランド戦では0-10の大差で敗れた。10戦全敗（1得点46失点）で予選を終えた。
UEFAネーションズリーグ2024-25
2024年9月5日、UEFAネーションズリーグ2024-25・リーグDのグループ1第1節はサンマリノ・スタジアムにてリヒテンシュタインを迎え討ち、1-0で史上初の公式戦勝利を挙げた。親善試合まで含めても、2004年のリヒテンシュタイン戦以来20年ぶりの勝利である。さらに、同年11月18日に開催された最終節・リヒテンシュタイン戦も、先制点は許したが、後半の3得点で一気に逆転勝利。史上初のリーグCへの昇格が決まった。

## スタジアム

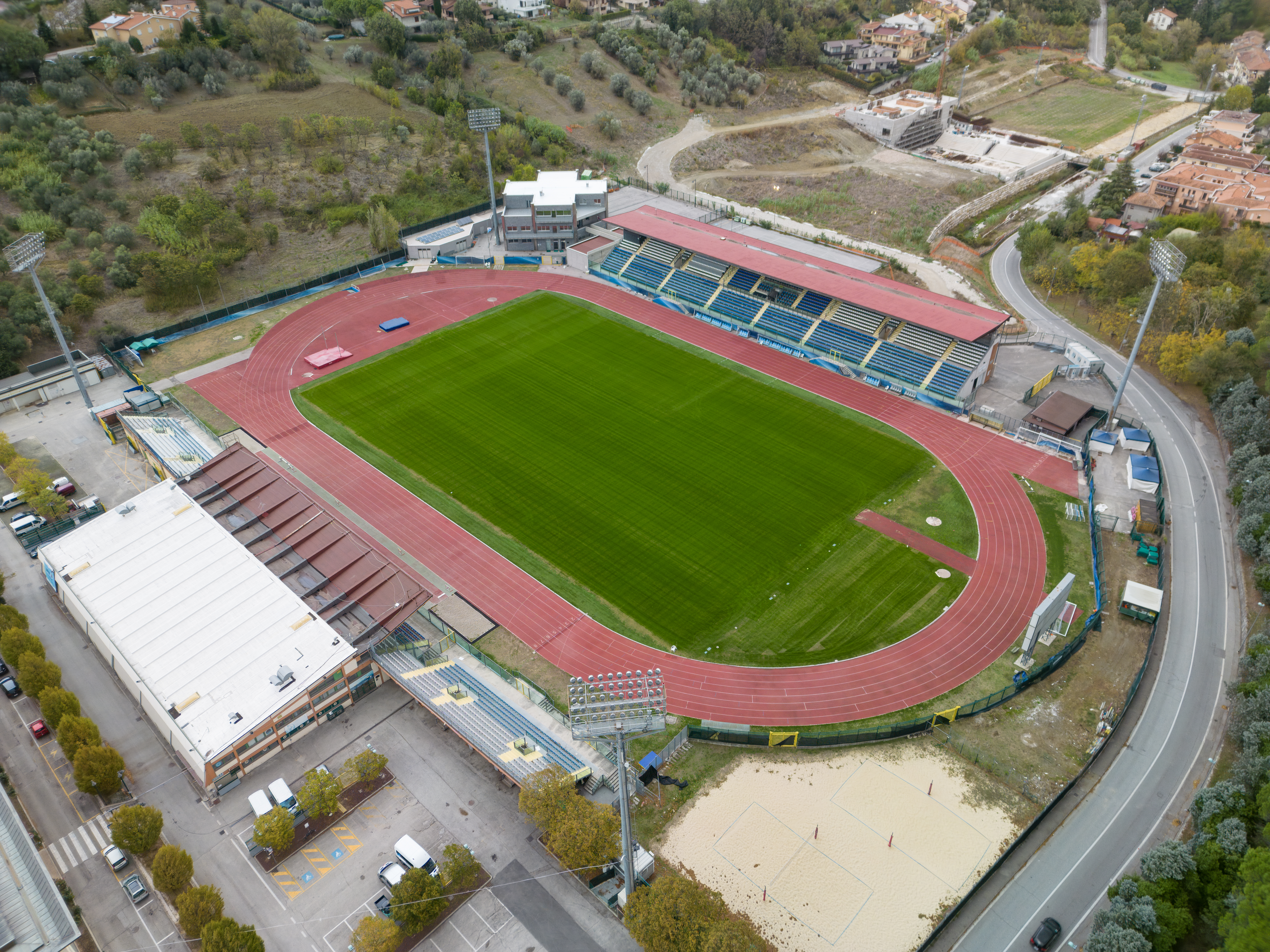
サンマリノ・スタジアム

サンマリノ代表はセラヴァッレにある多目的スタジアムであるサンマリノ・スタジアムをホームスタジアムとしている。普段はサンマリノ・カルチョが使用しており、7,000人を収容する。満員になることは少なく、アウェーサポーターがサンマリノサポーターの数を上回ることもある。例えば、2007年2月にオリンピコでアイルランド共和国と対戦した際には、3,294人の総観客数のうち2,500人がアイルランド共和国サポーターであった。また、サンマリノ代表は国境外で「ホーム」ゲームを行ったことがある。1994 FIFAワールドカップ・ヨーロッパ予選のイングランド戦とオランダ戦は、サンマリノから約120kmの距離にあるボローニャ（イタリア）のスタディオ・レナート・ダッラーラで行われた。

## 評価
欧州サッカー連盟(UEFA)加盟国・地域の中で最少の人口を持つ。アマチュアの選手が圧倒的に多く、プロ選手はマッシモ・ボニーニやアンディ・セルヴァなど少数に限られる。
2001年4月25日には、アウェーで行われた2002 FIFAワールドカップ・ヨーロッパ予選のラトビア戦に1-1で引き分けたが、この試合後にラトビアのゲイリー・ジョンソン監督は辞任を発表した。2004年4月28日、親善試合でリヒテンシュタインを1-0で破り、初勝利を記録した。2006年9月6日、ホームで行われたUEFA EURO 2008予選のドイツ戦は0-13で大敗し、13点差での敗北はUEFA欧州選手権予選新記録となった。2007年2月にはアイルランド共和国と対戦し、最終プレーの失点により1-2で敗れたが、試合後にアイルランド共和国代表は痛烈な批判にさらされた。2008年10月から2012年8月には20戦連続無得点のヨーロッパ記録を樹立した。
2016年11月11日に行われた2018 FIFAワールドカップ・ヨーロッパ予選のドイツ戦では0-8で敗北した。ワールドチャンピオンであったドイツ代表との力の差が際立つ試合となったためか、試合後のインタビューにてトーマス・ミュラーが「サンマリノのようなチームと試合をすることはプロサッカーとは全くかけ離れたものだ。過密日程の中こんな試合をする意味が分からない。」発言し、波紋を呼んだ。

## 成績

### FIFAワールドカップ
- 1990 - 不参加
- 1994 - 予選敗退
- 1998 - 予選敗退
- 2002 - 予選敗退
- 2006 - 予選敗退
- 2010 - 予選敗退
- 2014 - 予選敗退
- 2018 - 予選敗退
- 2022 - 予選敗退

### UEFA欧州選手権
- 1988 - 不参加
- 1992 - 予選敗退
- 1996 - 予選敗退
- 2000 - 予選敗退
- 2004 - 予選敗退
- 2008 - 予選敗退
- 2012 - 予選敗退
- 2016 - 予選敗退
- 2020 - 予選敗退
- 2024 - 予選敗退

### 国別対戦成績
2024年11月18日時点
| 相手                           | 試合数 | 勝利 | 引分 | 敗北 | 得点 | 失点 | 点差 | 勝率  |
| ------------------------------ | ------ | ---- | ---- | ---- | ---- | ---- | ---- | ----- |
| アルバニア                     | 4      | 0    | 0    | 4    | 0    | 13   | −13  | 0%    |
| アンドラ                       | 4      | 0    | 0    | 4    | 0    | 9    | −9   | 0%    |
| オーストリア                   | 2      | 0    | 0    | 2    | 1    | 11   | −10  | 0%    |
| アゼルバイジャン               | 2      | 0    | 0    | 2    | 1    | 6    | −5   | 0%    |
| ベラルーシ                     | 2      | 0    | 0    | 2    | 0    | 7    | −7   | 0%    |
| ベルギー                       | 8      | 0    | 0    | 8    | 3    | 46   | −43  | 0%    |
| ボスニア・ヘルツェゴビナ       | 2      | 0    | 0    | 2    | 1    | 6    | −5   | 0%    |
| ブルガリア                     | 2      | 0    | 0    | 2    | 0    | 7    | −7   | 0%    |
| カーボベルデ                   | 1      | 0    | 0    | 1    | 0    | 2    | −2   | 0%    |
| クロアチア                     | 3      | 0    | 0    | 3    | 0    | 18   | −18  | 0%    |
| キプロス                       | 7      | 0    | 0    | 7    | 1    | 22   | −22  | 0%    |
| チェコ                         | 6      | 0    | 0    | 6    | 0    | 31   | −31  | 0%    |
| デンマーク                     | 2      | 0    | 0    | 2    | 1    | 6    | −6   | 0%    |
| イングランド                   | 8      | 0    | 0    | 8    | 1    | 52   | −52  | 0%    |
| エストニア                     | 5      | 0    | 1    | 4    | 0    | 9    | −9   | 0%    |
| フェロー諸島                   | 2      | 0    | 0    | 2    | 1    | 7    | −6   | 0%    |
| フィンランド                   | 4      | 0    | 0    | 4    | 1    | 18   | −17  | 0%    |
| ドイツ                         | 4      | 0    | 0    | 4    | 0    | 34   | −34  | 0%    |
| ジブラルタル                   | 4      | 0    | 2    | 2    | 1    | 3    | −2   | 0%    |
| ギリシャ                       | 2      | 0    | 0    | 2    | 0    | 6    | −6   | 0%    |
| ハンガリー                     | 6      | 0    | 0    | 6    | 0    | 26   | −26  | 0%    |
| イスラエル                     | 2      | 0    | 0    | 2    | 0    | 13   | −13  | 0%    |
| イタリア                       | 3      | 0    | 0    | 3    | 0    | 16   | −16  | 0%    |
| カザフスタン                   | 4      | 0    | 0    | 4    | 2    | 13   | −11  | 0%    |
| コソボ                         | 1      | 0    | 0    | 1    | 1    | 4    | −3   | 0%    |
| ラトビア                       | 5      | 0    | 1    | 4    | 1    | 9    | −8   | 0%    |
| リヒテンシュタイン             | 8      | 3    | 2    | 3    | 7    | 7    | 0    | 37.5% |
| リトアニア                     | 5      | 0    | 0    | 5    | 2    | 11   | −9   | 0%    |
| ルクセンブルク                 | 2      | 0    | 0    | 2    | 0    | 6    | -6   | 0%    |
| マルタ                         | 3      | 0    | 0    | 3    | 2    | 6    | -4   | 0%    |
| モルドバ                       | 9      | 0    | 0    | 9    | 0    | 18   | −18  | 0%    |
| モンテネグロ                   | 2      | 0    | 0    | 2    | 0    | 9    | −9   | 0%    |
| オランダ                       | 6      | 0    | 0    | 6    | 0    | 39   | −39  | 0%    |
| 北アイルランド                 | 4      | 0    | 0    | 4    | 0    | 14   | −14  | 0%    |
| ノルウェー                     | 4      | 0    | 0    | 4    | 1    | 24   | −23  | 0%    |
| ポーランド                     | 10     | 0    | 0    | 10   | 2    | 45   | −43  | 0%    |
| アイルランド                   | 2      | 0    | 0    | 2    | 1    | 7    | −6   | 0%    |
| ルーマニア                     | 3      | 0    | 0    | 3    | 1    | 10   | −9   | 0%    |
| ロシア                         | 4      | 0    | 0    | 4    | 0    | 25   | −25  | 0%    |
| セントクリストファー・ネイビス | 2      | 0    | 1    | 1    | 1    | 3    | −2   | 0%    |
| セントルシア                   | 2      | 0    | 1    | 1    | 1    | 2    | −1   | 0%    |
| スコットランド                 | 8      | 0    | 0    | 8    | 0    | 27   | −27  | 0%    |
| セルビア                       | 2      | 0    | 0    | 2    | 0    | 8    | −8   | 0%    |
| セーシェル                     | 1      | 0    | 1    | 0    | 0    | 0    | 0    | 0%    |
| スロバキア                     | 5      | 0    | 0    | 5    | 1    | 26   | −25  | 0%    |
| スロベニア                     | 7      | 0    | 0    | 7    | 0    | 26   | −26  | 0%    |
| スペイン                       | 4      | 0    | 0    | 4    | 0    | 26   | −26  | 0%    |
| スウェーデン                   | 4      | 0    | 0    | 4    | 0    | 22   | −22  | 0%    |
| スイス                         | 4      | 0    | 0    | 4    | 0    | 22   | −22  | 0%    |
| トルコ                         | 4      | 0    | 1    | 3    | 1    | 16   | −15  | 0%    |
| ウクライナ                     | 2      | 0    | 0    | 2    | 0    | 17   | −17  | 0%    |
| ウェールズ                     | 4      | 0    | 0    | 4    | 1    | 16   | −15  | 0%    |
| 通算                           | 211    | 3    | 10   | 198  | 38   | 834  | −796 | 1.42% |

## 記録

### 引き分け以上の試合
| 1987年9月16日 地中海競技大会 |

| レバノン | 0 – 0  | サンマリノ |
|          | Report |            |

| サイダ, サイダ市営スタジアム 観客数: - 主審: - |

| 1993年3月10日 1994 FIFAワールドカップ ヨーロッパ予選 |

| サンマリノ | 0 – 0  | トルコ |
|            | Report |        |

| セラヴァッレ, スタディオ・オリンピコ 観客数: 957 主審: Michel Piraux |

| 2001年4月25日 2002 FIFAワールドカップ ヨーロッパ予選 |

| ラトビア     | 1 – 1  | サンマリノ      |
| パハース 1分 | Report | アルバーニ 59分 |

| リガ, スコント・スタジアム 観客数: 4.000 主審: Karen Nalbandyan |

| 2003年8月20日 親善試合 18:30 BST |

| リヒテンシュタイン                  | 2 – 2  | サンマリノ                           |
| フリック 16分 · ブルクマイアー 23分 | Report | B・ガスペローニ 39分 · チアッチ 45分 |

| ファドゥーツ, ラインパーク・シュタディオン 観客数: 850 主審: Guido Wildhaber |

| 2004年4月28日 親善試合 19:30 BST |

| サンマリノ   | 1 – 0  | リヒテンシュタイン |
| セルヴァ 5分 | Report |                    |

| セラヴァッレ, スタディオ・オリンピコ 観客数: 700 主審: Ruaidhri Laird |

| 2014年11月15日 UEFA EURO 2016 予選 |

| サンマリノ | 0 - 0  | エストニア |
|            | Report |            |

| セラヴァッレ, スタディオ・オリンピコ 観客数: 759 主審: フェリックス・ブリヒ |

| 2020年10月13日 UEFAネーションズリーグ2020-21 リーグD |

| リヒテンシュタイン | 0 – 0  | サンマリノ |
|                    | Report |            |

| ファドゥーツ, ラインパーク・シュタディオン 観客数: 178 主審: ヨルゲン・ダウピア |

| 2020年11月14日 UEFAネーションズリーグ2020-21 リーグD |

| サンマリノ | 0 – 0  | ジブラルタル |
|            | Report |              |

| セラヴァッレ, サンマリノ・スタジアム 観客数: 0 主審: カテルィーナ・モンズール |

| 2022年9月21日 親善試合 |

| サンマリノ | 0 – 0 | セーシェル |
|            |       |            |

| セラヴァッレ, サンマリノ・スタジアム |

| 2022年11月17日 親善試合 |

| セントルシア            | 1 – 1 | サンマリノ        |
| ジャン・バティスト 30分 |       | ラッザーリ 90+4分 |

| グロス・アイレット, ダレン・サミー・クリケット・グラウンド |

| 2024年3月24日 親善試合 |

| サンマリノ | 0 – 0 | セントクリストファー・ネイビス |
|            |       |                                |

| セラヴァッレ, サンマリノ・スタジアム |

| 2024年9月5日 UEFAネーションズリーグ2024-25 リーグD |

| サンマリノ            | 1 – 0 | リヒテンシュタイン |
| ニッコ・センソリ 53分 |       |                    |

| セラヴァッレ, サンマリノ・スタジアム |

| サンマリノ           | 1 - 1    | ジブラルタル           |
| -------------------- | -------- | ---------------------- |
| - ナンニ 90+2分 (PK) | レポート | - ウォーカー 11分 (PK) |

| リヒテンシュタイン | 1 - 3    | サンマリノ                                             |
| ------------------ | -------- | ------------------------------------------------------ |
| - セレ 40分        | レポート | - ラッザリ 46分 - ナンニ 66分 (PK) - A.ゴリヌッチ 76分 |

### FIFAランキングの推移
FIFAランキングは過去48ヶ月間の国際Aマッチを対象とする。1993年、1999年、2006年、2018年に算出方法が改定されている。各年12月のランキングとポイントを掲載している。
| 1991年       | 1992年       | 1993年       | 1994年       | 1995年       | 1996年      | 1997年      | 1998年       | 1999年       | 2000年       |
| ------------ | ------------ | ------------ | ------------ | ------------ | ----------- | ----------- | ------------ | ------------ | ------------ |
|              |              | 121位(8pt)   | 131位(8pt)   | 151位(7pt)   | 165位(5pt)  | 173位(5pt)  | 179位(4pt)   | 150位(175pt) | 168位(159pt) |
| 2001年       | 2002年       | 2003年       | 2004年       | 2005年       | 2006年      | 2007年      | 2008年       | 2009年       | 2010年       |
| 158位(211pt) | 160位(199pt) | 162位(216pt) | 164位(221pt) | 155位(238pt) | 194位(11pt) | 197位(6pt)  | 201位(0pt)   | 203位(0pt)   | 203位(0pt)   |
| 2011年       | 2012年       | 2013年       | 2014年       | 2015年       | 2016年      | 2017年      | 2018年       | 2019年       | 2020年       |
| 206位(0pt)   | 207位(0pt)   | 207位(0pt)   | 179位(55pt)  | 198位(22pt)  | 202位(17pt) | 204位(11pt) | 211位(854pt) | 209位(824pt) | 210位(810pt) |
| 2021年       | 2022年       | 2023年       | 2024年       |              |             |             |              |              |              |
| 210位(780pt) | 211位(763pt) | 210位(742pt) | 210位(747pt) |              |             |             |              |              |              |

- 黄色は現行FIFAポイント（2018年 - ）

## 選手と監督
2006年1月、サンマリノサッカー連盟はUEFAジュビリーアウォーズ（過去50年間の同国最優秀選手）にマッシモ・ボニーニを選出した。ボニーニはサンマリノ人選手としてUEFAチャンピオンズリーグ決勝に出場し、優勝を経験した唯一の選手である。彼は1980年代初頭にU-21イタリア代表の試合に出場し、1981年から1988年までユヴェントスFCでプレーしたが、規則変更によってイタリアA代表でプレーすることができず、選手生活晩年の1990年から1995年までサンマリノ代表として19試合に出場した。現役引退後はジョルジョ・レオーニ監督の後任としてサンマリノ代表の監督に就任し、1998年にジャンパオロ・マッツァ監督に引き継いだ。マッツァ監督は10年以上もサンマリノ代表を指揮しており、ヨーロッパ各国の代表監督中最長の在任期間を誇る。サンマリノ代表の最多出場記録はダミアーノ・ヴァンヌッチ（68試合）が保持し、2位はシモーネ・バッチョッキ（58試合）である。最多得点記録はアンディ・セルヴァ（8得点）が保持している。

## 歴代監督
- ジュリオ・カザーリ 1986-1990
- ジョルジョ・レオーニ 1990-1996
- マッシモ・ボニーニ 1996-1998
- ジャンパオロ・マッツァ 1998-2013
- ピエンジェロ・マンサロリ 2014-2017
- フランコ・バレラ 2018-

## 歴代記録
2016年11月11日現在

### 通算出場数ランキング
| 順位 | 選手                             | 期間      | 出場 | 得点 |
| ---- | -------------------------------- | --------- | ---- | ---- |
| 1    | アンディ・セルヴァ               | 1998-     | 73   | 8    |
| 2    | ダミアーノ・ヴァンヌッチ         | 1996-2012 | 68   | 0    |
| 3    | シモーネ・バッチョッキ           | 1998-2013 | 59   | 0    |
| 4    | アレッサンドロ・デッラ・ヴァッレ | 2002-     | 58   | 1    |
| 5    | ミルコ・ジェンナーリ             | 1992-2003 | 48   | 0    |
| 6    | パオロ・モンターニャ             | 1995-2011 | 46   | 0    |
| 7    | マルコ・マッツァ                 | 1991-1997 | 45   | 0    |
| 8    | イヴァン・マッテオーニ           | 1990-2003 | 44   | 0    |
| 9    | カルロ・ヴァレンティーニ         | 2002-     | 42   | 0    |
| 10   | フェデリコ・ガスペローニ         | 1996-2005 | 41   | 0    |
| 10   | ルカ・ゴッビ                     | 1990-2002 | 41   | 0    |

### 通算得点数ランキング
| 順位 | 選手                               | 期間      | 得点 | 出場 |
| ---- | ---------------------------------- | --------- | ---- | ---- |
| 1    | アンディ・セルヴァ                 | 1998-2016 | 8    | 74   |
| 2    | マヌエル・マラーニ                 | 2003-     | 2    | 34   |
| 3    | アレッサンドロ・デッラ・ヴァッレ   | 2002-     | 1    | 60   |
| 3    | ニコラ・アルバーニ                 | 2001-2011 | 1    | 40   |
| 3    | ニコラ・バッチョッキ               | 1991-2000 | 1    | 33   |
| 3    | ニコラ・チャッチ                   | 2003-2011 | 1    | 16   |
| 3    | ピエル・ドメニコ・デッラ・ヴァッレ | 1991-2000 | 1    | 21   |
| 3    | ブリアン・ガスペローニ             | 1994-2005 | 1    | 28   |
| 3    | ダヴィデ・グアルティエーリ         | 1993-1999 | 1    | 9    |
| 3    | ヴァルデス・パソリーニ             | 1990-1996 | 1    | 18   |
| 3    | ダニーロ・エセキエル・リナルディ   | 2008-     | 1    | 25   |
| 3    | マッティア・ステファネッリ         | 2014-     | 1    | 10   |
| 3    | マウロ・ヴァレンティーニ           | 1991-1999 | 1    | 23   |
| 3    | マッテオ・ヴィタイオーリ           | 2007-     | 1    | 44   |

## 歴代選手

### GK
- フェデリコ・ガスペローニ 1995-2005
- エリア・ベネデッティーニ 2015-
- シモーネ・ベネデッティーニ（英語版）2016-
- マッテオ・ザーヴォリ 2018-
- アルド・シモンチーニ 2006-2023
- ピエトロ・アミシ 2024-
- エドアルド・コロンボ（英語版）2024-
- ミルコ・デ・アンジェリス 2024-

### DF
- ダヴィデ・シモンチーニ 2006-2021
- クリスティアン・ブロッリ(en) 2012-
- ファビオ・ヴィタイオーリ 2007-2019
- ミルコ・パラッツィ(en) 2005-
- アンドレア・グランドーニ(en) 2007-
- アレッサンドロ・ダッダーリオ(en) 2016-
- マヌエル・バッティスティーニ(en) 2013-
- アレッサンドロ・トシ(en) 2022-
- ミケーレ・チェボーリ(en) 2017-
- ダンテ・ロッシ(en) 2020-
- シモーネ・フランチョージ(en) 2022-
- マルコ・パゾリーニ(en) 2024-
- フィリッポ・ファブリ(en) 2021-
- アンドレア・コンタディーニ(en) 2024-
- ロベルト・ディ・マイオ(en) 2023
- ダヴィデ・チェザリーニ 2014-2022
- ジャコモ・ヴァレンティーニ 2024-
- トンマーゾ・ベンベヌティ 2024-
- ジャコモ・ベンベヌティ 2024-
- シモーネ・ジョコンディ 2024-

### MF
- マッシモ・ボニーニ 1990-1995
- ミケーレ・チェルヴェリーニ 2009-2017
- ルカ・センソーニ 2016-2022
- アレックス・ガスペローニ 2003-2019
- ロレンツォ・ルナデイ（英語版）2017-
- アレッサンドロ・ゴリヌッチ（英語版）2015-
- エンリコ・ゴリヌッチ（英語版）2014-
- マルチェッロ・ムラローニ（英語版）2019-
- ルカ・チェッカロッリ（英語版）2019-
- ファビオ・トマッシーニ（英語版）2015-
- ロレンツォ・カピチオーニ（英語版）2022-
- ジャコモ・バレンティーニ 2024-
- ニッコ・センソーリ（英語版）2024-
- ロレンツォ・ラッツァーリ（英語版）2022-
- トンマーゾ・ザッフェラーニ（英語版）2016-
- ミカエル・バッティスティーニ（英語版）2017-
- ルカ・トージ 2014-2020
- サムエーレ・ザンノーニ 2024-
- マッテオ・ヴァリ・カサデイ 2024-
- アンドレア・コンタディーニ 2024-

### FW
- アンディ・セルヴァ 1998-2016
- アドルフォ・イルシュ 2011-2023
- フィリッポ・ベラルディ(en) 2016-
- マルコ・ベルナルディ 2017-2022
- マッテオ・ヴィタイオーリ(en) 2007-
- ニコラ・ナンニ(en) 2018-
- サムエル・パンコッティ(en) 2021-
- マルコ・ガスペローニ 2024-
- マッティア・ステファネッリ 2014-2023
- ダニーロ・リナルディ 2008-2023
- ニコラス・ジャコペッティ 2024-